# Гимбатов, Магомед Асадалиевич
Магомед Асадалиевич Гимбатов (род. 11 ноября 1990, Гоготль, Дагестанская АССР) — российский хоккеист, правый нападающий. Брат Пахрудина Гимбатова.

## Биография
Родился 11 ноября 1989 года в селе Гоготль Советского района Дагестанской АССР. В раннем детстве вместе с родителями переехал в Санкт-Петербург, где начал заниматься хоккеем в школе СКА. Его братья Пахрудин (сводный) (род. 1987) и Ахмед (род. 1994) также хоккеисты. В сезоне 2001/2002 играл в школьной команде московского «Динамо», но затем вновь вернулся в Петербург. В детском и юношеском возрасте завоевал с командой немало наград.
В сезоне 2008/2009 играл в КХЛ за новокузнецкий «Металлург», провёл 23 матча, забив один гол и сделав две передачи; стал первым уроженцем Дагестана, выступавшем на уровне КХЛ. В следующем сезоне вернулся в родной клуб, однако за основную команду выходил на лёд лишь в 5 матчах, не набрав ни одного очка, выступая в основном за молодёжную команду «СКА-1946» в МХЛ. В сезоне 2010/2011 был обменян в чеховский «Витязь», в котором за основную команду провёл 12 игр, сделав две результативные передачи, и стал одним из лучших бомбардиров молодёжной команды «Русские витязи».
Сезон 2011/2012 начал в выступающем в ВХЛ пермском «Молоте-Прикамье», однако проведя 5 игр и заработав одно очко за передачу, был отзаявлен из клуба. 22 ноября 2011 года перешёл в ярославский «Локомотив», начавший в декабре выступления в ВХЛ.
В июле 2021 года перешёл в белорусский клуб «Витебск», выступающий в Экстралиге. В первом матче на Кубок Салея забил гол.
29 января 2022 года в матче с «Шахтёром» набрал 3 очка (2+1). По итогам недели Гимбатов был признан первой звездой недели.

## Статистика
| 2008/2009 | Металлург (Нк) | КХЛ | 23 | 2  | 1  | 3  | 0   | 6   |   |   |   |   |   |   |
| 2009/2010 | СКА            | КХЛ | 5  | 0  | 0  | 0  | 0   | 0   |   |   |   |   |   |   |
| 2009/2010 | СКА-1946       | МХЛ | 27 | 12 | 11 | 23 | −4  | 43  | 5 | 0 | 4 | 4 | 2 | 0 |
| 2010/2011 | Витязь         | КХЛ | 12 | 0  | 2  | 2  | 0   | 6   |   |   |   |   |   |   |
| 2010/2011 | Русские витязи | МХЛ | 39 | 15 | 24 | 39 | −17 | 100 |   |   |   |   |   |   |
| 2011/2012 | Молот-Прикамье | ВХЛ | 5  | 0  | 1  | 1  | −2  | 2   |   |   |   |   |   |   |
| 2011/2012 | Локо           | МХЛ | 7  | 1  | 5  | 6  | +4  | 2   |   |   |   |   |   |   |
| 2011/2012 | Локомотив      | ВХЛ | 2  | 0  | 0  | 0  | 0   | 0   |   |   |   |   |   |   |